# Lugos
Lugos (románul: Lugoj ['lugoʒ], népiesen Logoj [lo'goʒ], németül: Lugosch) municípium Romániában, Temes megyében. A Lugosi görögkatolikus egyházmegye püspöki székvárosa.

## Fekvése
Temesvártól 60 km-re délkeletre, a Temes két partján fekszik.

## Nevének eredete
Nevének talán a szláv lug ('liget') szóhoz lehet köze, de első említésekor, 1334-ben Lucas alakban fordul elő. Később 1368-ban Lugas, 1554-ben Lwgos, 1564-ben Logos.

## Története
Az első lugosi vár, a Lugosi kerület korabeli székhelye valószínűleg Zsidóvár vára volt. 1393 után a török elől menekülő bolgárok telepedtek meg itt. 1428-ban vámszedő hely, 1439-ben mezőváros, 1440-ben lett Hunyadi Jánosé. 1446-ban uradalmi székhely. Mátyás 1464-ben Dengelegi Pongrácz János erdélyi vajdának adományozta. 1511-ben lett Brandenburgi Györgyé. 1516-ban Új-, Ó- és Kislugost említik – az előző valószínűleg a mai város helyén állt. 1551-ben Izabellától szabad királyi városi címet és pecsétet kapott. Valószínűleg a 16. század derekán építettek a mai Lugoson palánkvárat. Ennek pontos helye ismeretlen, főként Evlija Cselebi és Giovanni Andrea Gromo későbbi leírásából ismerjük. Ezek szerint négyzet alaprajzú volt, amelyet még a város trapéz alakú, romboid bástyákkal erősített palánkja is közrefogott.
A törökök 1552-ben elfoglalták, majd I. Szulejmán János Zsigmondnak adta. 1536-tól 1658-ig az Erdélyi Fejedelemség határőrvidékét alkotó Karánsebesi–lugosi bánság egyik székhelye, magyar–román–szerb, főként katonáskodó lakossággal. 1626-ban hatszáz lovas és hétszáz gyalogos állomásozott benne. 1594-ben és 1599-ben a tatárok, 1603-ban Radu Șerban, majd Henri Dampierre Duval lippai kapitány égette fel.
1615-től fiskális birtok volt. Bethlen Gábor a parancsának nem engedelmeskedő várat 1616-ban elfoglalta, és zálogként átadta a törököknek. 1581-ben román református lelkésze volt, Moisi Peștișel, a Szászvárosi Ószövetség egyik fordítója, az 1640-es években pedig Fogarasi István, aki román nyelvre fordította a Heidelbergi kátét és a zsoltárokat. 1622-ben ortodox esperesség székhelye. Véglegesen 1658-ban került török kézre, amikor Barcsay Ákos átengedte a bánság területét. Lakosságának zöme ekkor Erdélybe menekült. A század végén várát a nyugati oldalon kibővítették, területét ezzel megkettőzve.
1688-ban rövid időre a császáriak foglalták el, 1691-ben Thököly Imre foglalta vissza a törököknek. 1695. szeptember 21-én itt győzte le II. Musztafa szultán serege Veterani császári vezér seregét, és a csatában maga Veterani is elesett. 1696-ban Herberstein zsoldosai dúlták föl. Az 1699-es karlócai béke elrendelte várának lerombolását, amire 1716-ban, a törökök Lugosról való kiűzése után került végleg sor. 1717-ben 218 házzal írták össze.
1718-tól a lugosi kerület székhelye. Ugyanekkor a román lakosságú jobb parti Lugossal szemben, a bal parton megalapították Németlugost, ahová a század folyamán több hullámban német iparosok és földművesek költöztek be. Az új település a jobb parti, ettől kezdve Oláh-, később Románlugostól külön községet képezett. Római katolikus plébániáját a minorita atyák alapították újra, majd 1733-ra kolostort is építettek. 1778-tól, a Bánát polgárosítása után Krassó vármegye székhelye. 1783-ban nyílt meg első gyógyszertára. A legtöbb háztulajdonos szőlőt is művelt a város határában. 1719-ben uradalmi malmot, 1722-től abaposztókészítő műhelyeket alapítottak, 1752-ben serfőzdéje is működött, amely évben keddenként hetivásár, 1796-ban évi négy országos vásár tartására nyert szabadalmat. A kor mércéjével mérve igen népes településnek számított: 1786-ban Románlugosnak 5130, Németlugosnak 1446 lakosa volt. Az 1788-as török hadjárat idején II. József hadai vereséget szenvedtek a város mellett. 1795-ben egyesítették a két Lugost, és ettől kezdve évenként váltakozva német és román személy töltötte be a bírói tisztséget. Később, valószínűleg 1849 után, a két városrész ismét szétvált néhány évtizedre. Első zsidó lakói az 1780-as években Makóról települtek ide, Temesvárról pedig eredetileg belgrádi származású szefárdok is érkeztek. 1842-ben már 282-re tették zsidó közösségének létszámát. 1828-ban 5531 lakosából jogállása szerint 923 volt jobbágy, 339 házas zsellér, 211 szolga, 159 kézműves, 141 házatlan zsellér, 36 kereskedő és 11 honorácior. 1853-ban 340 iparosmester működött céhes keretek között a városban, különösen híresek voltak a bőrfeldolgozó szakmák román művelői. 1837-ben selyemmanufaktúrát is említenek a városból. 1833-ban a Maderspach-cég építette az első függőhidat a Temes felett. 1835-ben színházépületet emeltek, önálló társulat nélkül, vándortársulatok befogadására. 1842-ben az első között létesült román amatőr színtársulata. 1836-ban 58 ortodox család áttérése után alakult meg görögkatolikus egyházközsége. Az ugyanekkor áttérő volt papjukat az ortodoxok később bosszúból a Temesbe dobták. Az új gyülekezet 1838-ban saját iskolát is alapított. 1837-ben a vármegye kisgimnáziumot hozott létre, amelyben a minoriták tanítottak. Ezt 1843-ra hatosztályosra bővítették, de 1850-ben megszűnt. 1842-ben egy tűzvész körülbelül négyszáz házat pusztított el. 1842 és 1845 között az Eftimie Murgu vezette szervezkedés központja volt. Murguék radikális demokrata nézeteket vallottak, a Bánátot pedig független tartománnyá kívánták szervezni, a magyar nemesség és a szerb ortodox hierarchia ellenében. 1848. január 8-án nyitották meg a városi német nyelvű értelmiség új intézményét, a kaszinót. Ugyancsak 1848-ban szerveződtek közös egyházközséggé a város Baden-Württembergből és magyarországi falvakból beköltözött német evangélikus lakói és a magyar reformátusok.

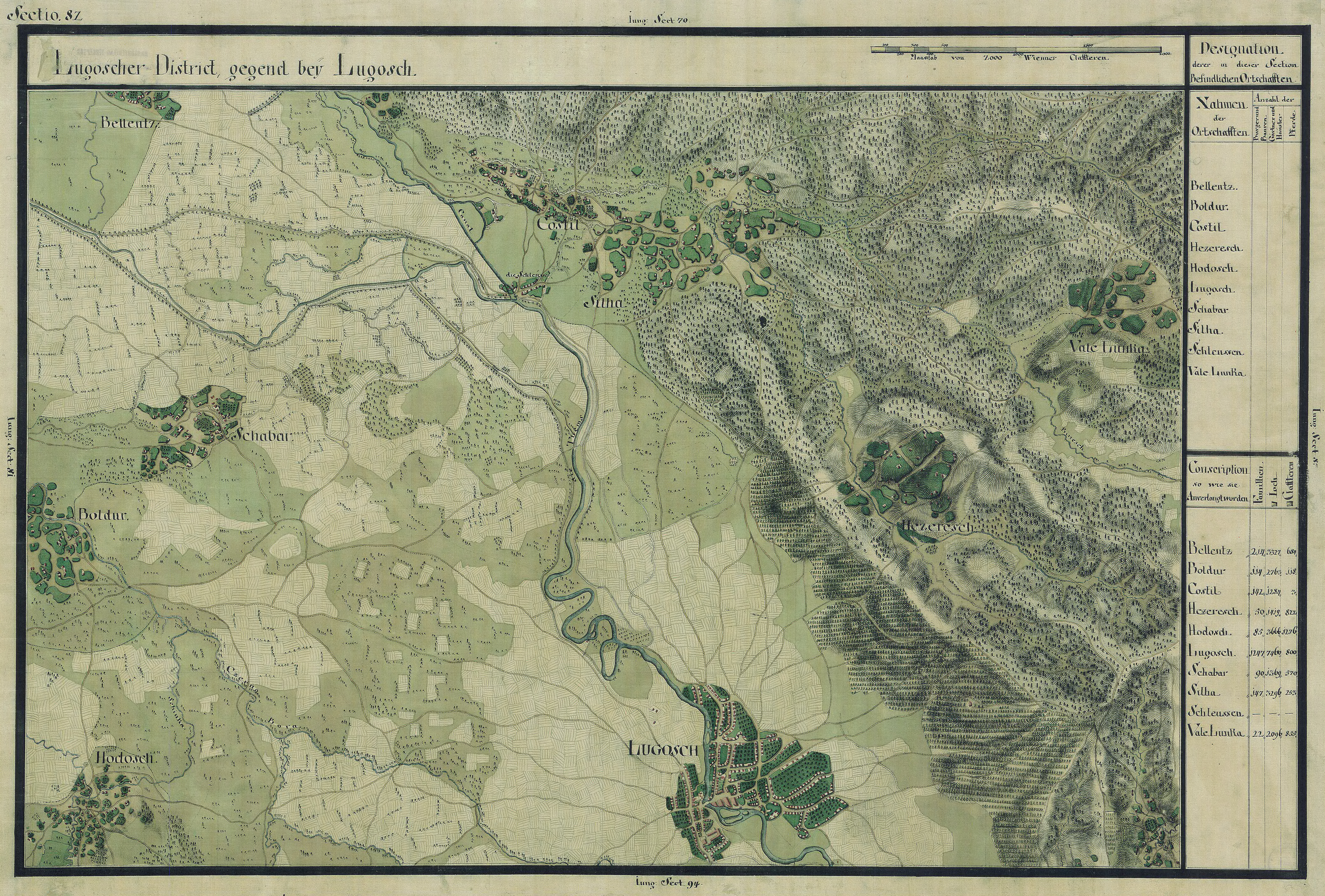
Lugos környéke egy 1769–72-ből való térképen

1848. május 3-án, a vármegye közgyűlésén felolvasták az áprilisi törvényeket, és a román tagok Axente Bojincă szónoklatának hatására elhatározták, hogy nem küldenek képviselőt a karlócai ortodox kongresszusra. Június 27-én a bánáti románok Eftimie Murgu vezetésével tartott gyűlésükön a Batthyány-kormánytól egy bánáti román autonóm kerület létrehozatalát kérték Murgu kapitánysága alatt, önálló román ortodox egyházi hierarchiát és a népfelkelés kihirdetését a Bánátban. Egyben felajánlották fegyveres segítségüket a magyar kormány számára. Vukovics Sebő elutasította a kérések teljesítését. Murgu közben titokban a havasalföldi forradalmároknak is fegyveres segítséget ígért. A város Murgut választotta képviselővé a pesti országgyűlésbe. 1848-ban a bevonuló császáriak és szerb fölkelők letartóztatták Nicola Bojincát és Vasile Nicolaevici-et. Bem csapatai 1849. április 19-én foglalták vissza. Május 19-én a járás főszolgabírájává Murgu hívét, Vasile Nicolaevici-et választották. A szabadságharc végén itt működött a forradalmi kormány bankjegynyomdája. Augusztus 8-án a magyar kormány itt kezdett tárgyalásokat Avram Iancu képviselőivel. A temesvári csata Vécsey és Guyon serege, amely Facset felé vonult tovább, itt vált szét a Dessewffy és Lázár vezette csapatoktól, amelyek több magyar vezetővel együtt Karánsebes felé tartottak.
1856–65-ben felállították a 113 parókiát magába foglaló Lugosi görögkatolikus egyházmegyét, amely a csekély görögkatolikus népességű Bánáton kívül Hunyad és Alsó-Fehér vármegye egy részére is kiterjedt. A püspökséghez 1914-től 1920 körülig tanítóképző is tartozott. A következő évtizedek társadalmi és helyi politikai életét két folyamat határozta meg. A német polgárság, bár újabb nemzedékei is német nyelvűek maradtak, a szabadságharc leverése után politikailag a magyarsággal azonosult. Jellemző, hogy 150 lugosi katolikus család már 1852-ben folyamodványt intézett a csanádi püspökhöz, amelyben a magyar nyelvű prédikáció bevezetését kérték. A római katolikus népiskolát 1878-ban államosították, de csak 1892-re tették teljesen magyar tannyelvűvé, a hitoktatásban pedig 1906-ban vezették be a magyar nyelvet. A német alapítású színházban csak 1875-ben tartották az első magyar előadást, de a magyar társulatok már az 1890-es években kiszorították a németeket. A lugosi németeknek statisztikailag is látványos magyarosodását a dualista korszakban, a hivatalok kiépülése idején a magyar értelmiség városba költözése támogatta. Másrészt egészen 1920-ig Lugos volt a bánáti románság kulturális és politikai központja. Ezt a szerepet nem a városban kis befolyású görögkatolikus püspökségnek, hanem tehetős román iparos rétegének köszönhette (míg Temesváron nem élt jelentős román polgárság). A város választókerülete rendszeresen román képviselőket választott a pesti országgyűlésbe – 1861-ben például tövisi Faur János (1822–1888), a későbbi Krassó vármegye főispánja, 1869-ben Alexandru Mocsonyit, 1906-ban Gheorghe Popovici-ot. Jellemző adalék, hogy még a Mérsékelt Ellenzék 1881-ben megalakult helyi szervezetét is két román, Nicolae Bejan és Titu Hațeg vezette. A Magyarországi Szociáldemokrata Párt 1905-ben a lugosi szervezetét bízta meg a mozgalom románok közötti terjesztésének irányításával. A lugosi románok közül a legtöbben a román nemzeti ellenzéket támogatták, amelynek helyi vezére a dualizmus évtizedei alatt Coriolan Brediceanu volt. A képviselőtestületben 1886-ban vezették be a magyar jegyzőkönyvezési nyelvet, de a román szintén mindvégig jegyzőkönyvezési nyelv maradt, és a német nyelv is hasonló jogokkal bírt. Az utcanévtáblák 1891-es bevezetése után az utcaneveket Románlugoson magyarul és románul, Németlugoson magyarul és németül tüntették fel.
A vármegyei fenntartású algimnáziumot 1856-ban alapították újra, német anyanyelvű minorita és világi tanárokkal. 1861-ben hivatalosan magyar–román tannyelvűvé tették, valójában 1862-től főként, 1874-ben kizárólag magyar tannyelvűvé vált. Fenntartását 1873-ban a Tanulmányi Alap vette át. 1873 és 1876 között főgimnáziummá bővítették ki. 1893-ban államosították. Az 1867/68-as tanévben 118 román, 28 német és 24 magyar, az 1893/94-es tanévben 87 román, 70 német és 58 magyar anyanyelvű diákja volt.

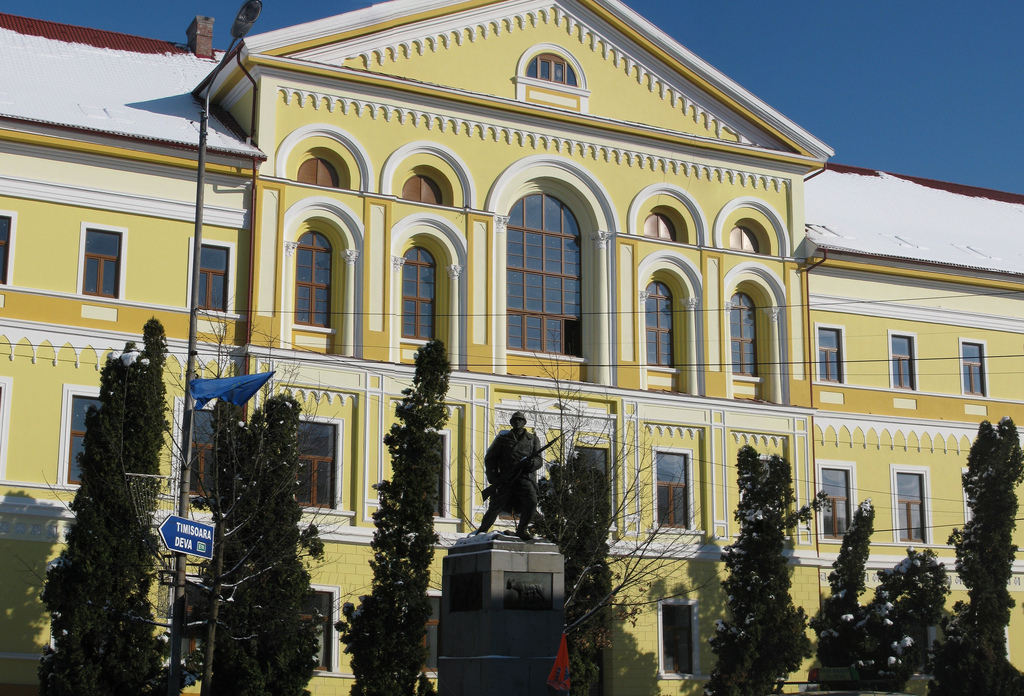
A volt vármegyeháza

1881-től az akkor létrehozott Krassó-Szörény vármegye székhelye volt. A ténylegesen már korábban is egységes Német- és Románlugos 1889-ben egyesült véglegesen egy rendezett tanácsú várossá. Polgármesteri székét 1889-től egészen 1911-ig Marsovszky Árpád, 1911–12-ben Dumitru Florescu, 1912-től 1919-ig Ioan Băltescu töltötte be. 1879-től Temesvárral és Orsovával, majd 1898-tól Gátaljával és Marosillyével is vasút kötötte össze. Legjelentősebb üzemét, a téglagyárat 1888-ban Jacob Muschong alapította. Ez több kibővítés után, az 1930-as években ezer főt foglalkoztatott. 1864-ben jött létre a szeszgyár és a gőzmalom, 1905-ben a selyemfonógyár, 1907-ben a Délmagyarországi Textilipar Rt. (1911-től a Kammer testvéreké). 1908-ban kilenc pénzintézete működött, közöttük magyar–német (Délmagyarországi Bank, Lugosi Iparbank, Lugosi Népbank) és román tulajdonosi körűek (Poporul, Lugoșana, Carașana, Economia). 1891-ben emelték polgári iskola rangjára az iskolanővérek 1874 óta működő leánynevelő intézetét (a mai 5. számú általános iskola helyén). 1894-ben iparostanonc-iskolája, 1901-ben polgári fiú-, 1903-ban pedig második polgári leányiskolája létesült. 1891-ben kezdték el főbb utcáinak kikövezését, 1900-ban bevezették a villanyvilágítást és új színházépületet avattak. (A színkerületi rendszernek megfelelően több más várossal tartott fenn közös társulatot.) A város a korszakban főként délen és keleten, a vasút mentén terjeszkedett.
Jelentős zsidó közössége a belső szakadás idején – a bánáti zsidóság többségéhez hasonlóan – a neológiához csatlakozott, ami a programszerű magyarosodás felvállalásával is járt. Iskolájuk már 1860-tól magyar tannyelvű volt, később az istentiszteletekre is bevezették a magyar nyelvet. Híres rabbijuk 1896–97-ben Venetianer Lajos, 1897-től 1905-ig Hevesi Simon. A németek között a századfordulón, a zsidóság körében csak a trianoni diktátum után erősödtek meg a magyarosodással szemben álló irányzatok. A két világháború között Kirjat Széfer néven cionista könyvkiadó is működött Lugoson. Önálló református egyháza 1900-ban vált ki a közös evangélikus–református gyülekezetből, de a városban már 1884 óta megjelent az országos jelentőségű, Szabad Egyház címet viselő református folyóirat. Az önállósulás után nem sokkal a Temes partján felépült a gyülekezet reprezentatív, neogótikus stílusú temploma. Lelkésze a két világháború között Szombati-Szabó István költő volt. A református temető környékén, a város északkeleti peremén a Neumann Manó sebészfőorvos vagy Neumann Ármin által adományozott birtokon az 1910-es években települt Neumanntelep, magyar református telepesekkel (a mai Trandafirilor utca környéke).
Az első lugosi nyomdát 1852-ben állították fel. Első újságja, a Lugoscher Anzeiger 1853–54-ben jelent meg. A bánáti német polgárság a dualizmus évtizedei alatt magyar politikai szimpátiái ellenére főként német sajtótermékeket olvasott. Lugoson a dualizmus évtizedei alatt négy, a magyar nemzeti ideológiát képviselő, de német nyelvű napilap is megjelent. Ezek közül a legjelentősebb az 1861-ben alapított Krassoer Zeitung (1880-tól Krassó-Szörényer Zeitung) volt. Magyar nyelvű politikai lapját, a Krassói Lapokat 1879-ben alapították, majd 1881-től 1939-ig Krassó-Szörényi Lapok címen jelent meg. 1914–15-ben szerkesztője volt Galamb Ödön, József Attila későbbi tanára. A korszak leghosszabb ideig élt bánáti román politikai újságja, a Drapelul szintén Lugoson jelent meg 1901 és 1920 között, Valer Braniște szerkesztésében. 1865-ben alakult újjá a magyar–német kaszinó, és ugyanakkor hozták létre a város román olvasóegyletét (tkp. szintén kaszinó). Méretéhez képest szokatlanul gazdag volt a város zenei élete. Wusching Konrád Pál 1852-ben megalapította a Lugosi Magyar Dal- és Zeneegyletet: a név alatt kezdetben a magyar férfikórus („dalárda”) működött, keretében azonban később szimfonikus zenekart is létrehoztak. Az ortodox egyházi kórusból 1869-ben hivatalosan létrejött a Kárpátokon inneni románság első „dalárdája”. 1889 után Ion Vidu irányításával működött. Mindkét együttes országos ismertséget szerzett.
A román királyi közigazgatás 1926-ban felosztotta Krassó-Szörény vármegyét, és Lugos az újjászervezett Szörény megye székhelye lett. A két világháború között több új textil- és bőripari üzeme, egy kaptafa- és egy vattagyára alakult. 1922-ben Jakabffy Elemér, Sulyok István és Willer József alapította a Magyar Kisebbség című „nemzetpolitikai szemlét”, a korszak legfontosabb nemzeti kisebbségekkel (és különösen a kárpát-medencei magyar kisebbségek helyzetével) foglalkozó folyóiratát, amely 1942-ig jelent meg.
1945-től az 1950-es évekig ismét önálló magyar középiskolája működött. Az 1948-as közigazgatási reformmal elveszítette megyeszékhelyi rangját, 1968-ban pedig Temes megyéhez csatolták. A kommunizmus idején főként hagyományos iparágait – bőripar, textilipar, téglagyártás – fejlesztették, újdonságot jelentett viszont az 1977-ben alapított gépgyár. A sok könnyűipari üzem miatt az 1960-as és 70-es években sok fiatal nő költözött a városba főként Moldvából és Olténiából. Akkoriban úgy emlegették Lugost, mint ahol hét nő jut egy férfira. 1963-ban állandó társulatú „népszínházat” hoztak létre, 1969-től rövid ideig magyar tagozattal.
1989. december 20-án, a temesvári felkelés híreinek hatására a központban eleinte 40–50 fős tüntetés kezdődött. A gyarapodó tömeg kivágott zászlóval sétált végig a városon, „Le Ceaușescuval!” és „Le a kommunizmussal!” jelszavakat skandálva. A milícia tüzet nyitott rájuk, amelyben két tüntető vesztette életét. Az este folyamán a belváros minden kirakatát betörték, Ceaușescu műveit elégették, egy újságos kioszkot fölgyújtottak és földúlták a városházát. A tüntetésnek a milícia beavatkozása vetett véget, amely véletlenszerűen kb. ötven főt gyűjtött be. Másnap reggel a város összes üzemében sztrájkot hirdettek, és két napos tüntetéssorozat kezdődött, amelyben kezdetben csak kb. kétezren, 22-én már a város lakóinak többsége részt vett. A tüntetések egyik vezetője és első szónoka a magyar Kovács József, a gépgyár dolgozója volt. A hadsereg egységei nem léptek közbe, hanem a tüntetők oldalára álltak. 22-én megválasztottak az ideiglenes városi tanácsot és megszállták a milícia épületét.
A város szülötte, az Olaszországban élő szélsőjobboldali olajmilliárdos, Iosif Constantin Drăgan tévé- és rádiócsatornát, heti- és napilapot, valamint egy magánegyetemet alapított Lugoson, melynek épülete 1996-ra készült el. Emellett elérte, hogy még életében róla nevezzék el a város főterét.
2004 és 2008 között az RMDSZ-nek három városi tanácsosa volt, és a párt adta a város alpolgármesterét is. 2008-ban csupán egy RMDSZ-es tanácsos, 2012-ben pedig már egy sem jutott be a képviselőtestületbe.

## Népesség
1880-ban Román- és Németlugos 11 287 lakosából 4852 (42,99%) volt román, 4533 (40,16%) német és 1355 (12,00%) magyar anyanyelvű; 4184 római katolikus, 4089 ortodox, 1253 zsidó, 1052 görögkatolikus, 417 evangélikus és 286 református vallású.
1910-ben 19 818 lakosából 6875 magyar (34,69%), 6227 román (31,42%), 6151 német (31,03%), 221 szerb (1,14%) és 127 szlovák (0,64%) anyanyelvű; 9279 római katolikus, 5413 ortodox, 1878 zsidó, 1414 református, 1235 görögkatolikus és 553 evangélikus vallású volt.
2002-ben 44 571 lakosából 36 968 (82,9%) volt román, 4262 (9,6%) magyar, 1279 (2,9%) német, 1075 (2,4%) cigány és 705 (1,6%) ukrán nemzetiségű; 33 416 ortodox, 4417 római katolikus, 1792 református, 1372 pünkösdista, 1112 baptista és 972 görögkatolikus vallású.

## Gazdaság
- Mondial szaniterárugyár (a Muschong-téglagyár utódja, 1996 óta német tulajdonban)[14]
- Lugomet gépgyár[15]
- biztonságtechnikai rendszereket gyártó üzem (amerikai tulajdonban, 2005 óta)[16]
- légzsákokat és kormánykerekeket gyártó üzem (svéd tulajdonban)[17]
- Rieker, Rosada, Calzaturificio Torre, Yohana és Primos cipőgyárak
- Witex parkettgyár
- Werzalit faipari üzem

## Látnivalók
- A Szent Miklós-torony eredetileg egy középkor végi templomhoz vagy kolostortemplomhoz tartozott, amelyet 1726-ban mehádiai Rátz János főkapitány épített újjá barokk stílusban.
- A régi postafogadó 1726-ból származó épületében ma az ortodox esperesi hivatal működik, emeletén egyháztörténeti múzeumot rendeztek be.[18] Itt tartotta összejöveteleit Eftimie Murgu.
- A minorita templom és kolostor 1733–35-ben épült, a templom tornya 1832-ben.
- Az Istenanya Elszenderülése („kéttornyú”) ortodox templom 1759–66-ban, barokk stílusban épült Johannes Breuttner temesvári építész tervei alapján és Johannes Burgel építőmester vezetése alatt.[19]
- A bal parti Szent István római katolikus kápolna 1780-ban épült. 1856-ban Deutsch Dávid újíttatta fel azzal a kikötéssel, hogy benne mindkét Szent István-ünnepkor, áprilisban és augusztusban is magyar nyelvű szentmisét tartsanak.
- A volt neológ zsinagóga 1842-ben készült el.
- A görögkatolikus katedrális 1843–54-ben épült, klasszicista stílusban.
- A volt vármegyeháza 1843 és 1859 között épült.
- A városi múzeum 1968 óta működik az egykori Lugosi Népbank 1899–1901-ben emelt épületében.
- A Temes vashídja, a város jelképe, 1902-ben készült a resicai vasgyárban, egy korábbi fahíd helyén.
- A városháza eklektikus palotája a pénzügyigazgatóság számára épült 1903–05-ben.
- A német evangélikus imaház 1859-ben, a neogótikus református templom Pongrácz Sándor tervei alapján 1906-ban épült.
- Egyéb régi épületek: Dacia szálló (volt Drei Rosen fogadó), Liliacul kávézó (a város első színházépülete, 1835), a volt főgimnázium épülete (1895–96, ma Coriolan Brediceanu Főgimnázium), Bejan-palota (1901–04, egykor a Corso nagykávéház és a Délmagyarországi Bank működött benne), „Református bérház” (a Bucegi és Mocioni utcák sarkán, a református egyház építtette Villányi Ármin tervei alapján, 1906-ban), bíróság (eklektikus, 1911–13), Timiș szálló (volt Muschong-palota, 1926), Traian Grozăvescu Színház (épülete 1900-ban színház céljára épült), városi kórház (1909–10, Villányi Ármin, szecessziós).

## Oktatás
Magánegyetemén közgazdasági és jogi képzés folyik. A városban hat középiskola (két főgimnázium, három szakiskola és egy művészeti iskola), tíz általános iskola és 17 óvoda működik.

## Sport
A lugosi tornászok és birkózók többször kitüntették magukat a világversenyeken. Itt működik Románia legeredményesebb strandröplabda-csapata is.

## Közlekedés
Lugos közúti és vasúti csomópont. 2007 óta négy helyi buszjárat működik a városban.

## Testvér- és partnervárosok
- Versec, Szerbia
- Asszosz-Leió, Görögország
- Jéna, Németország
- Monopoli, Olaszország
- Nisporeni, Moldova
- Orléans, Franciaország
- Szekszárd, Magyarország

## Híres emberek
- Itt született 1800-ban Weisz Bernát Ferenc bankár, a magyar biztosításügy úttörője.
- Itt született 1805-ben Piskovich János pesti sebész főorvos, az egyetem sebészeti klinikavezetője.
- Itt született 1805-ben Johann Nepomuk Preyer temesvári polgármester, helytörténész.
- Itt született 1823-ban Szende Béla honvédelmi miniszter.
- Itt született 1824-ben és itt halt meg 1912-ben Podharádszky Károly jogász, honvédszázados.
- Itt élt 1829-től Krassó vármegye tiszti főorvosaként és itt is halt meg 1857-ben Heuffel János botanikus.
- Itt született 1843-ban Kanitz Ágost botanikus.
- Itt született 1845-ben Iványi István tanár, Szabadka város történetírója.
- Itt született 1848-ban Földes Béla közgazdász, statisztikus, tárca nélküli miniszter.
- Itt született 1849-ben Coriolan Brediceanu politikus, ügyvéd.
- Itt született 1858-ban Asbóth Jenő atléta.
- Itt született 1863-ban Bánlaky József honvédtiszt, hadtörténész.
- Itt született 1863-ban Aurel Popovici politikus, hírlapíró.
- Itt született 1869-ben Ioan Popovici-Bănățeanul író.
- Itt született 1872-ben Horger Antal nyelvész.
- Itt született 1877-ben Tiberiu Brediceanu népzenekutató, zeneszerző.
- Itt született 1880-ban Schmidt Antal entomológus, a Magyar Nemzeti Múzeum igazgatója.
- Itt született 1881-ben és itt élt Jakabffy Elemér, a Magyar Kisebbség szerkesztője
- Itt született 1883-ban Lugosi Béla színművész.
- Itt született 1885-ben Arató Emil magyar orvos, sportorvos.
- Itt született 1888-ban Giszkalay János cionista író.
- Itt született 1895-ben Traian Grozăvescu operaénekes.
- Itt született 1898-ban vitéz Vincze Lajos vezérkari ezredes, cserkészcsapattiszt
- Itt született 1889-ben Koloman Wallisch politikus, az osztrák szociáldemokrácia nagy alakja.
- Itt született 1891-ben Sulyok István kisebbségpolitikai szakértő, országgyűlési képviselő
- Itt született 1899-ben András Sándor tábornok.
- Itt született 1900-ban Berényi Margit festő.
- Itt született 1900-ban Makkay Miklós politikus, vegyészmérnök, az 1944-es németellenes ellenállás egyik vezetője.
- Itt született 1901-ben Nikolits Mihály magyar köztisztviselő, 1938–1945 között pécsi, 1943–1945 között Baranya vármegyei főispán, mozgósítási kormánybiztos.
- Itt született 1911-ben Simon István Lugos jeles helytörténésze, itt is hunyt el 2006-ban.
- Itt hunyt el 1900-ban Wusching Konrád Pál karnagy, zeneszerző.
- Itt született 1900-ban Aurel Ciupe festő.
- Itt született 1902-ben Bálint Alajos régész.
- Itt élt 1905–1906-ban Berze Nagy János néprajzkutató.
- Itt született Dobó György néven, 1908-ban Georges Devereux pszichoanalitikus, etnográfus.
- Itt született 1910-ben F. Rácz Kálmán műfordító, író.
- Itt járt iskolába Szántó György író.
- Itt töltötte gyermekkora egy részét Teller Ede fizikus.
- Itt tanított 1912 és 1915 között Vajthó László irodalomtörténész.
- Ide járt gimnáziumba Szathmári Sándor író.
- Itt született 1926-ban Kurtág György zeneszerző.
- Itt született 1927-ben Josef Posipal világbajnok német labdarúgó.
- Itt született 1928-ban Horváth Ferenc olimpiai bronzérmes birkózó.
- Itt élt Szombati-Szabó István költő.
- Itt született 1933-ban Dumitru Pârvulescu olimpiai bajnok birkózó.
- Itt született 1938-ban Aristide Buhoiu újságíró.
- Itt született 1939-ben Udvardy László mérnök
- Itt született 1940-ben Aradits László magyar újságíró, rádió- és televízió-műsorszerkesztő.
- Itt született 1976-ban Lavinia Miloșovici kétszeres olimpiai bajnok tornász.
- Itt született 1979-ben Papp Attila Zsolt költő.

## Galéria

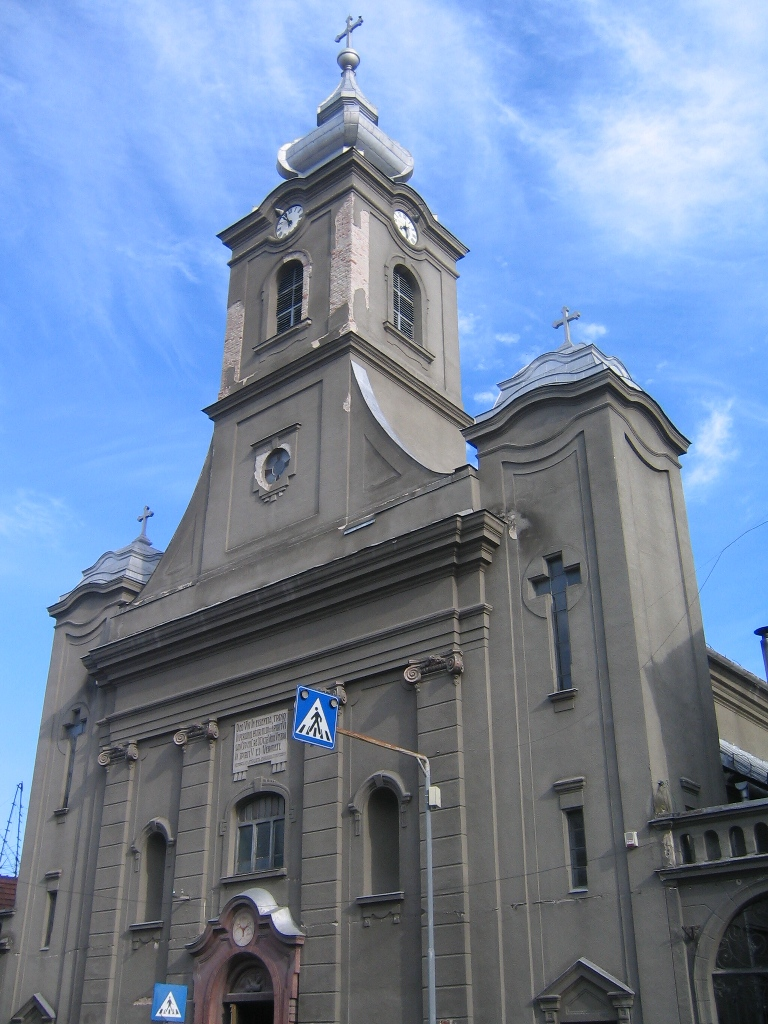
A római katolikus (volt minorita) templom
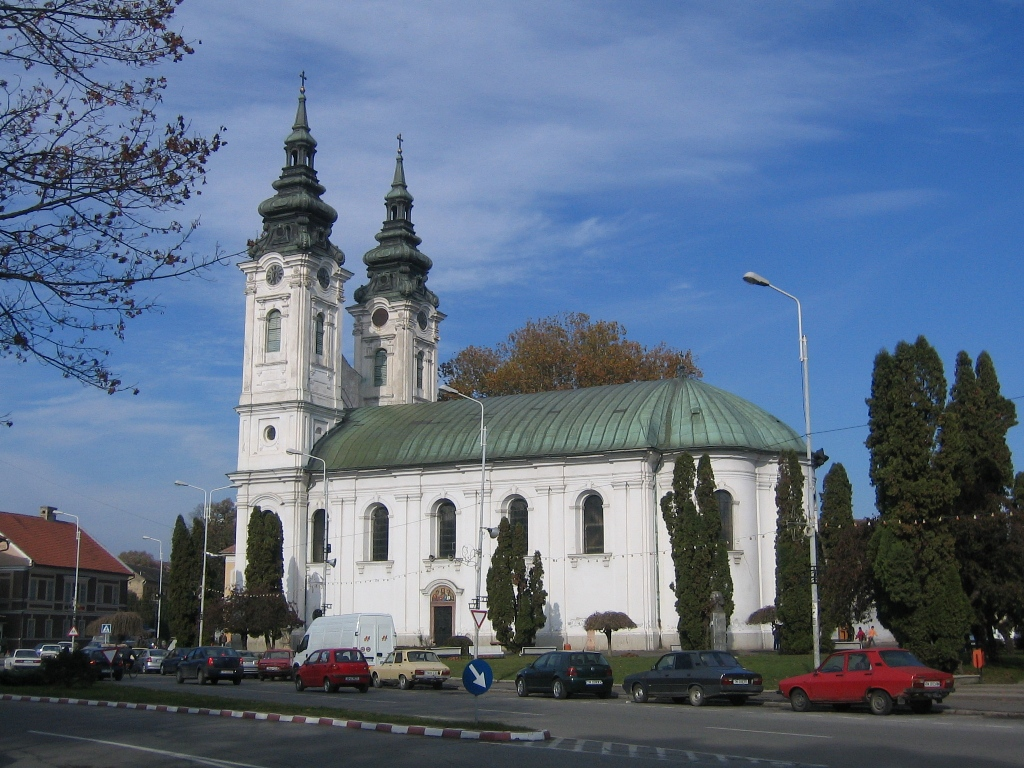
A kéttornyú ortodox templom
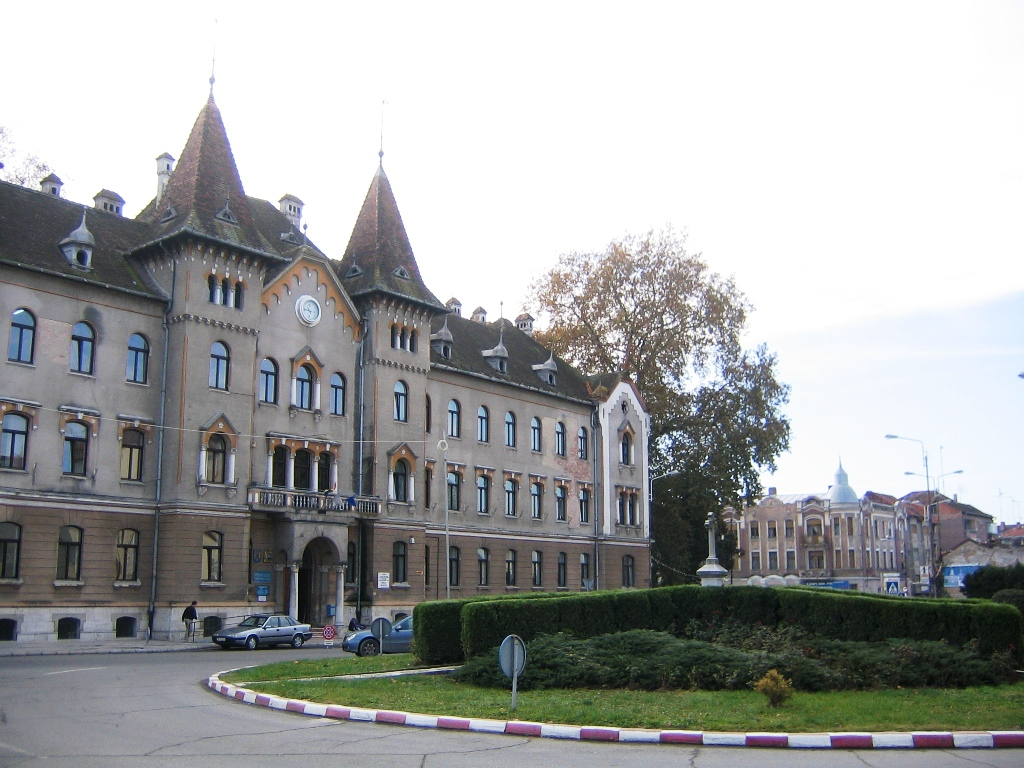
A városháza
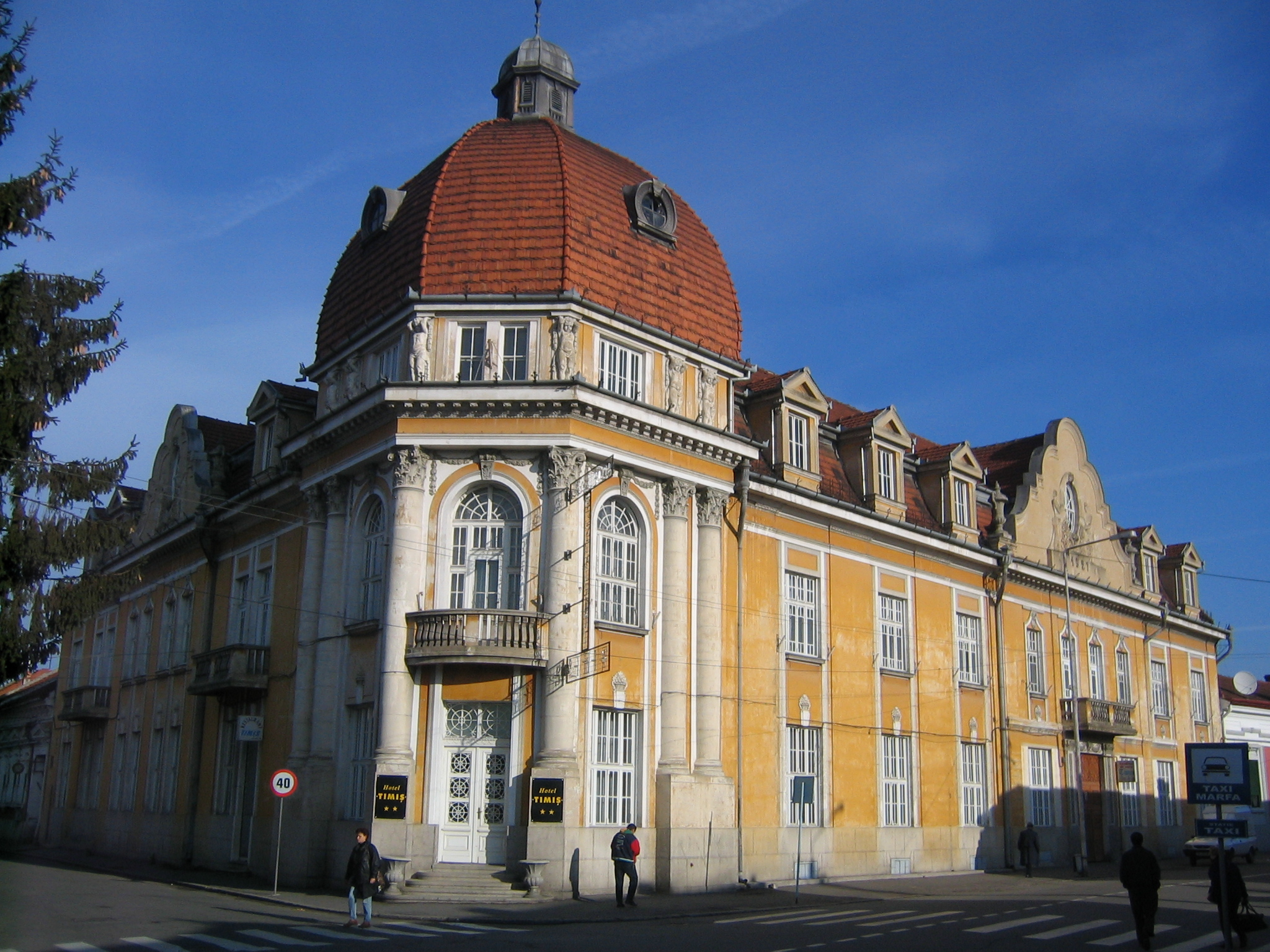
A Timiș szálló (volt Muschong-palota)
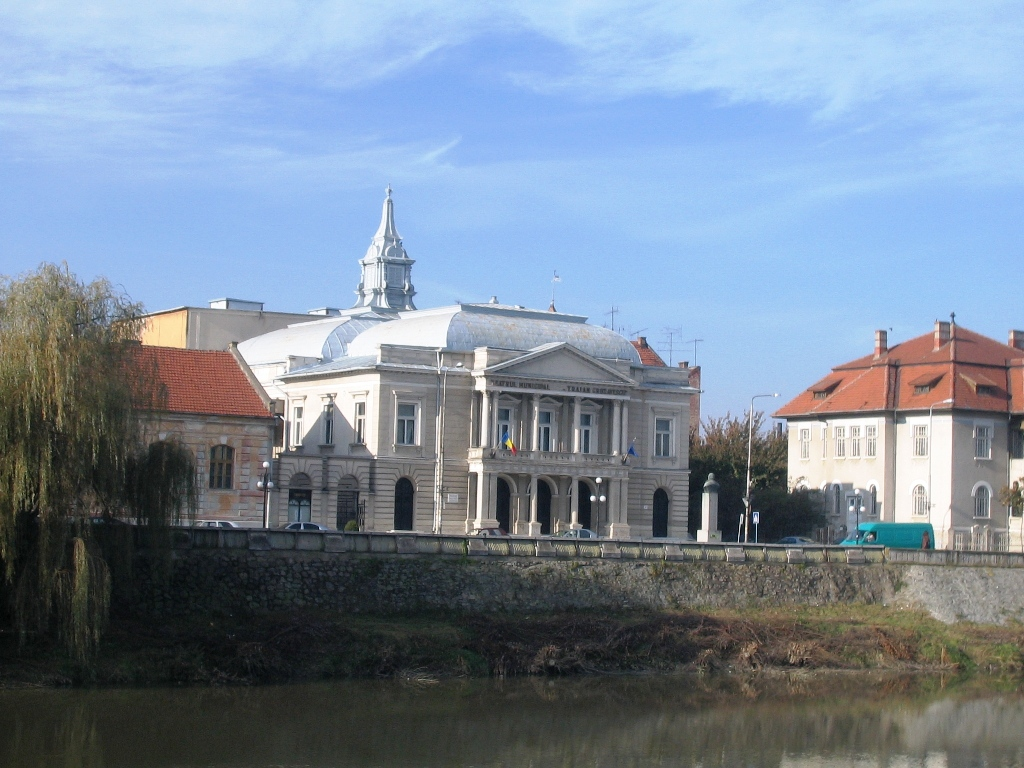
A színház
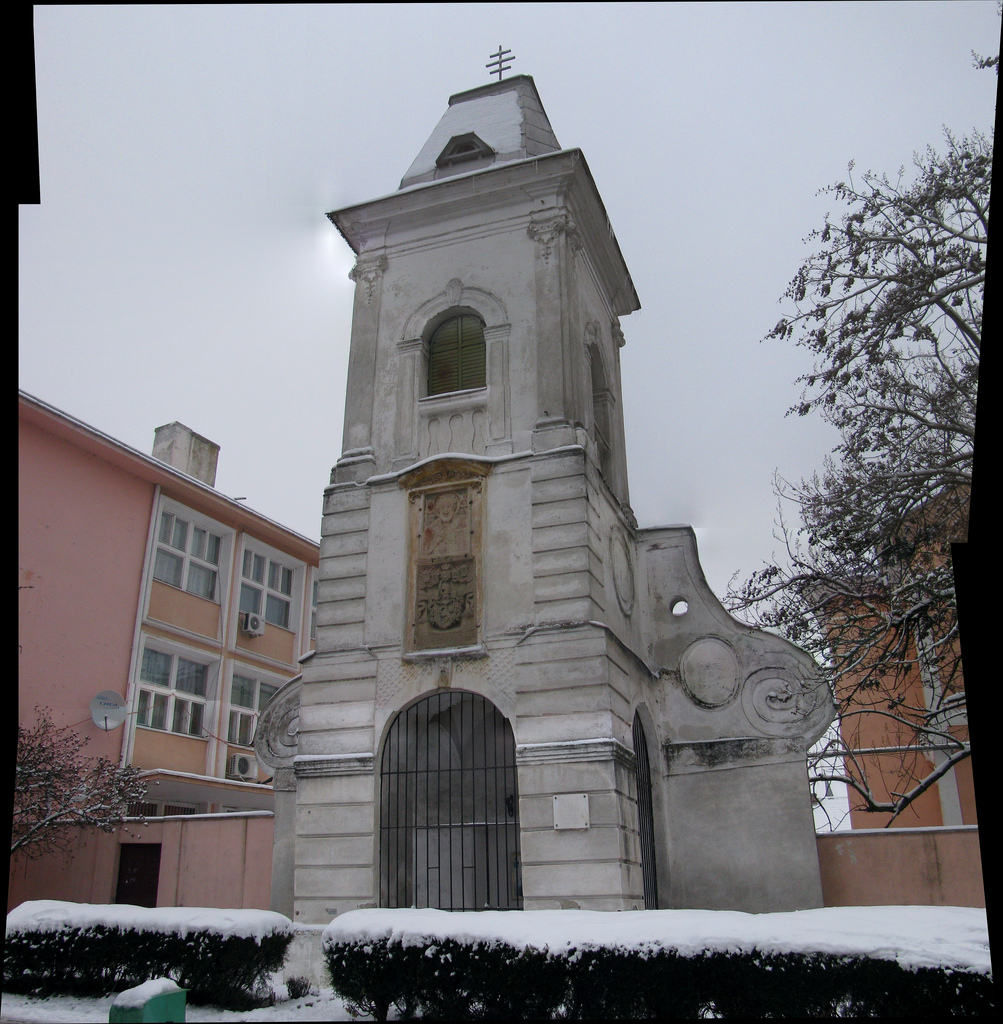
A Szent Miklós-torony
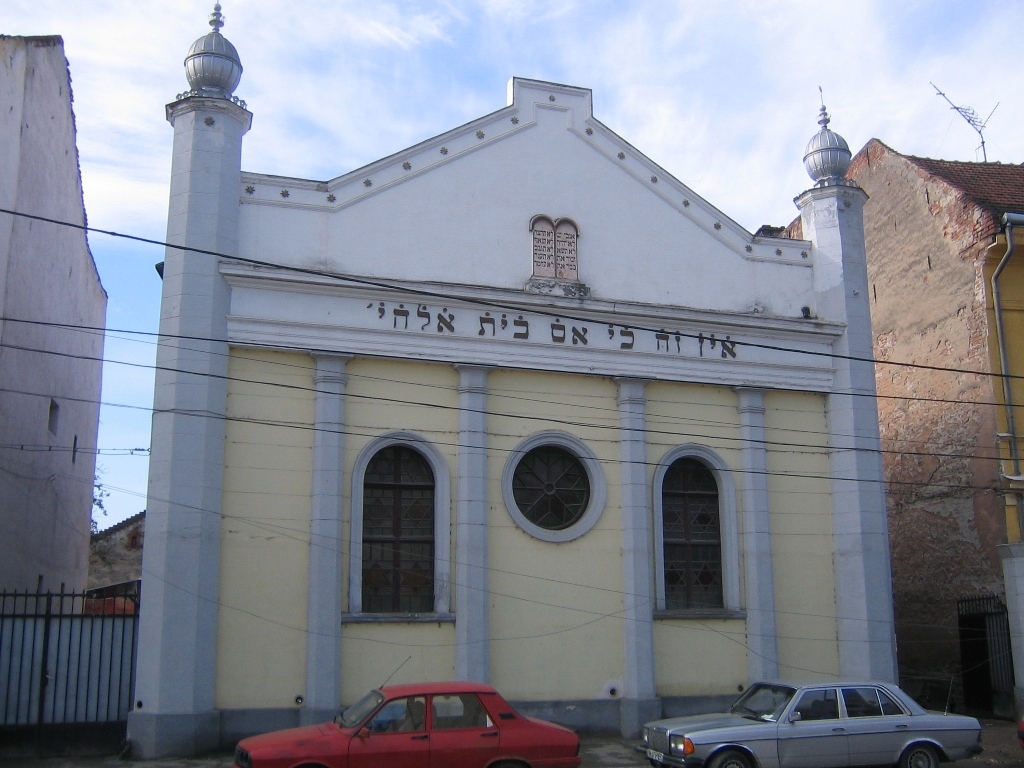
A zsinagóga
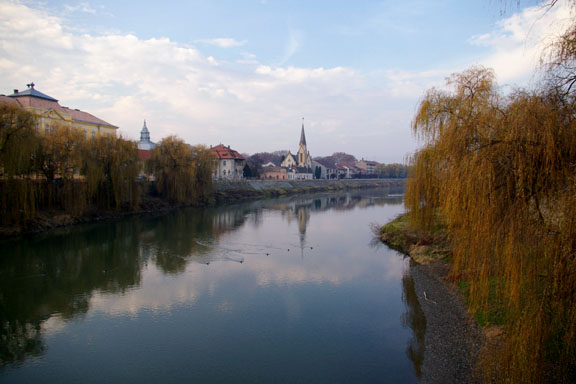
A Temes
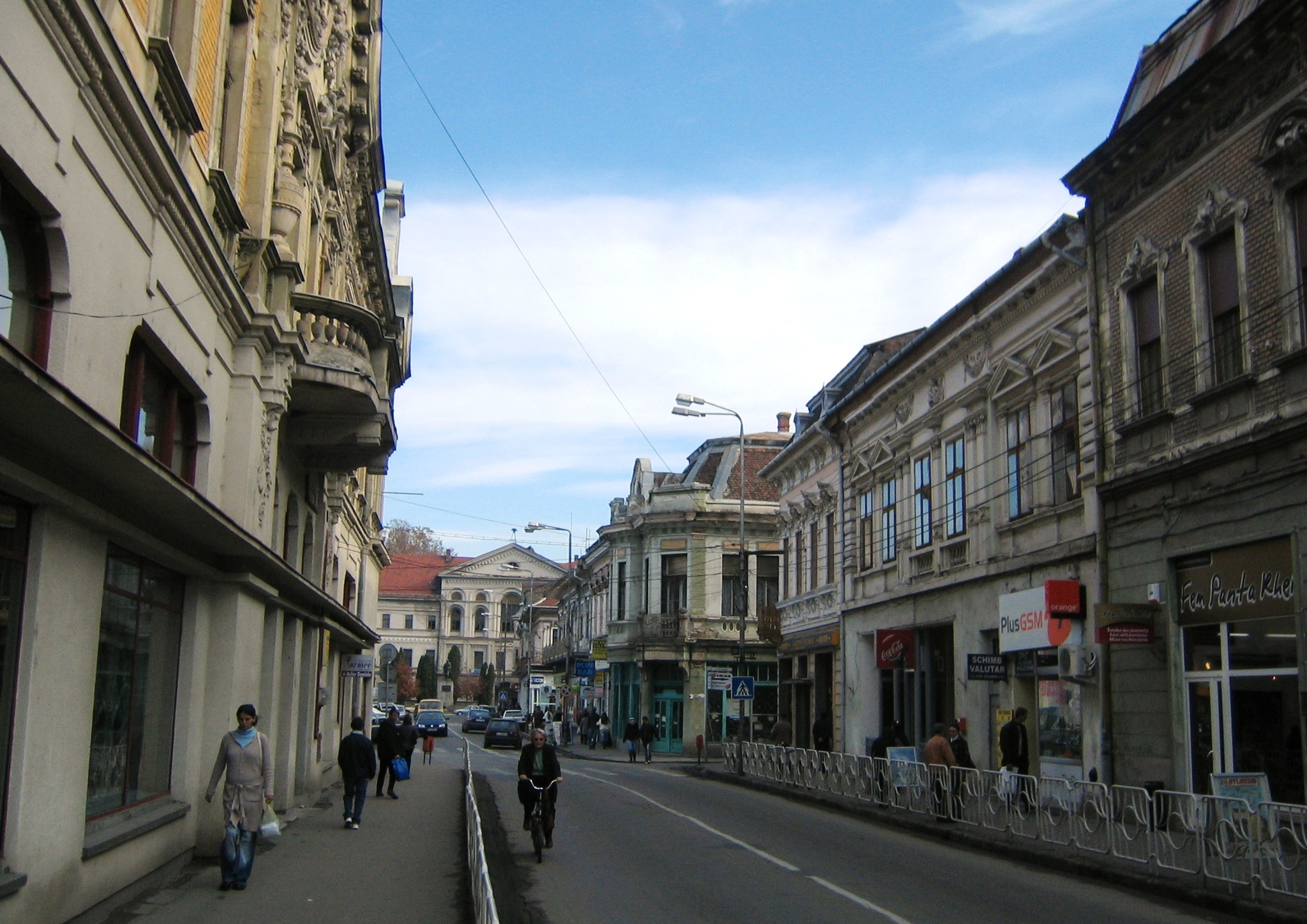
Az egykori Románlugos belvárosa
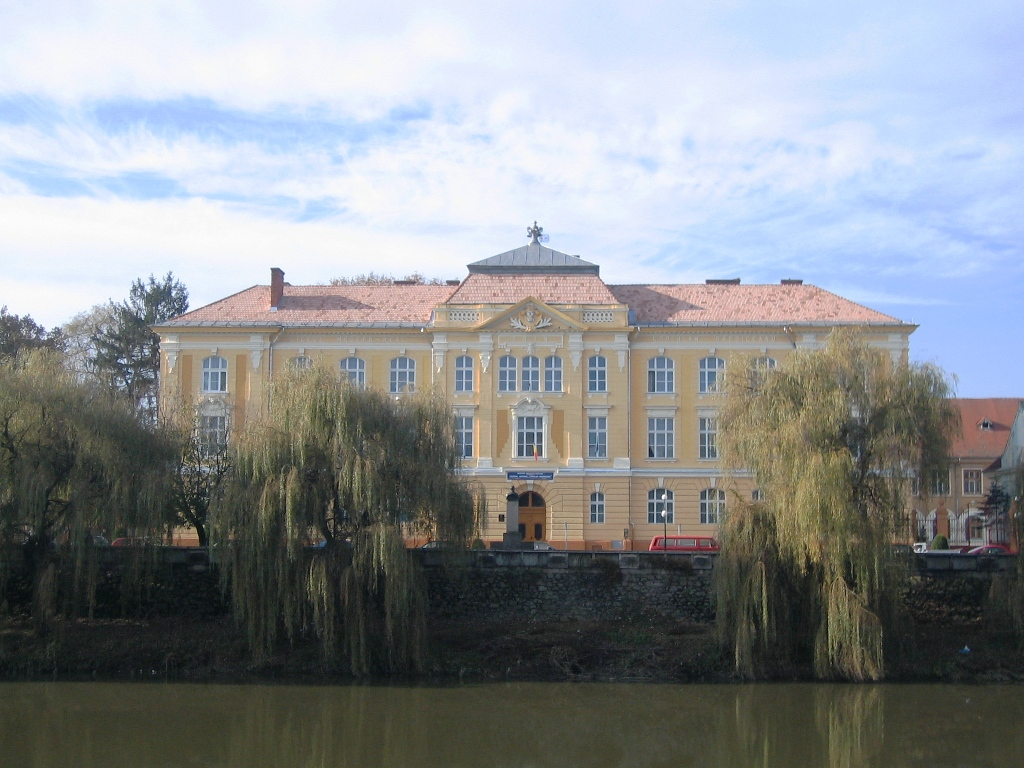
A Coriolan Brediceanu Főgimnázium (a volt lugosi főgimnázium) épülete
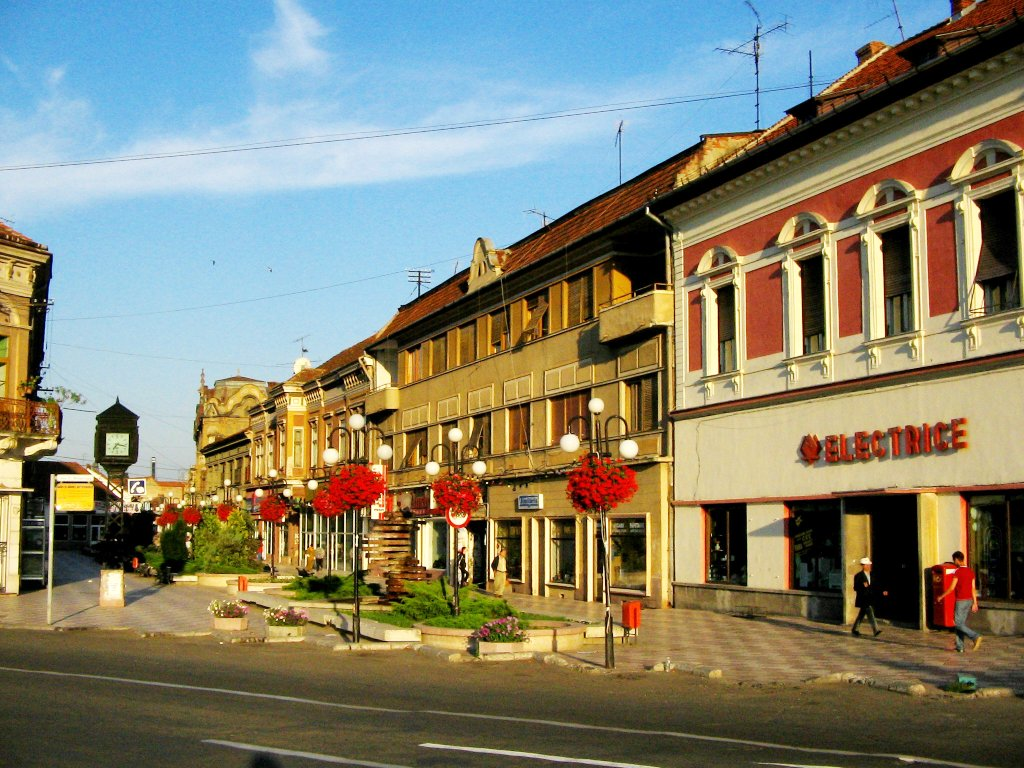
Belváros
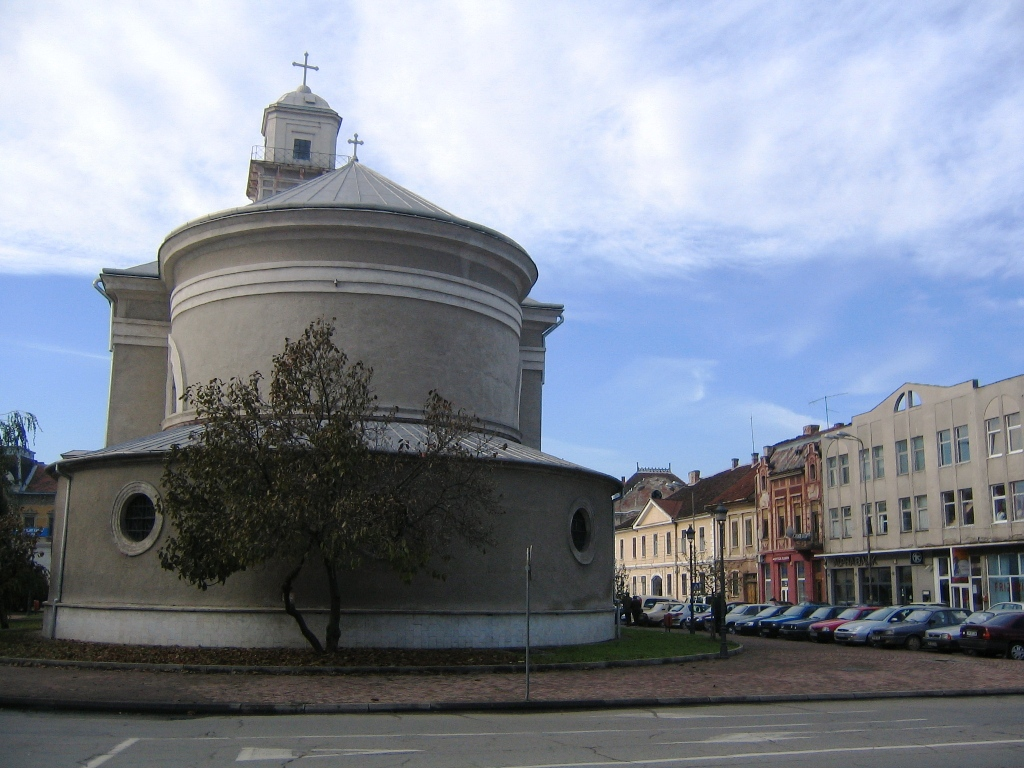
A görögkatolikus katedrális apszisa
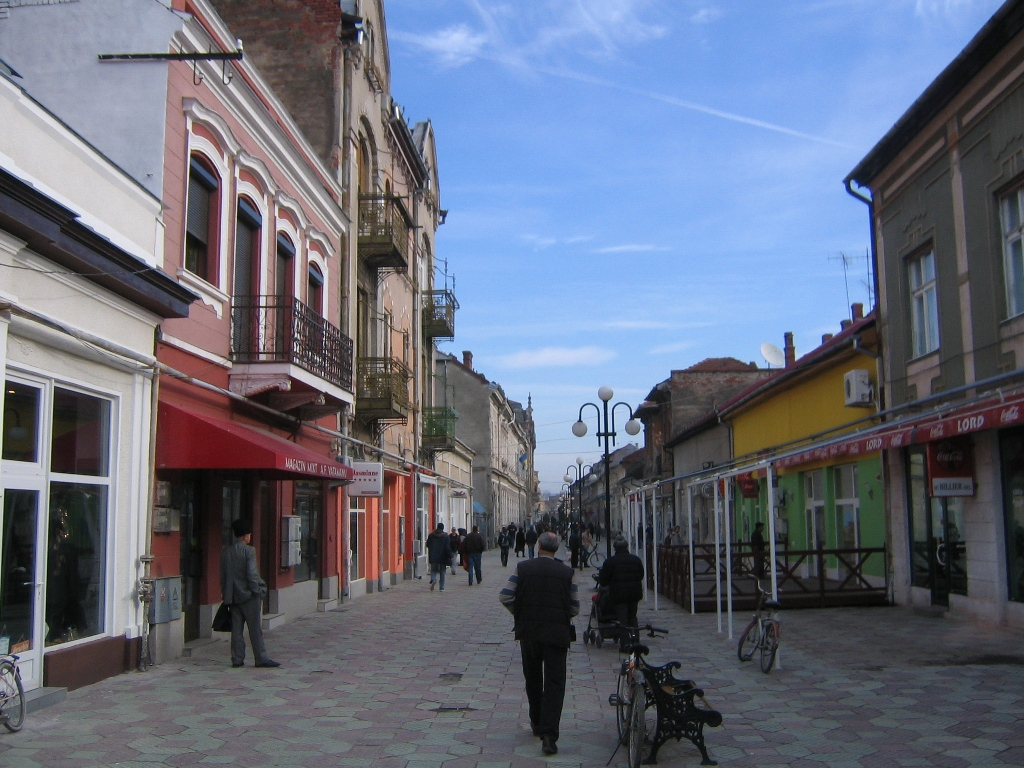
Gyalogoszóna
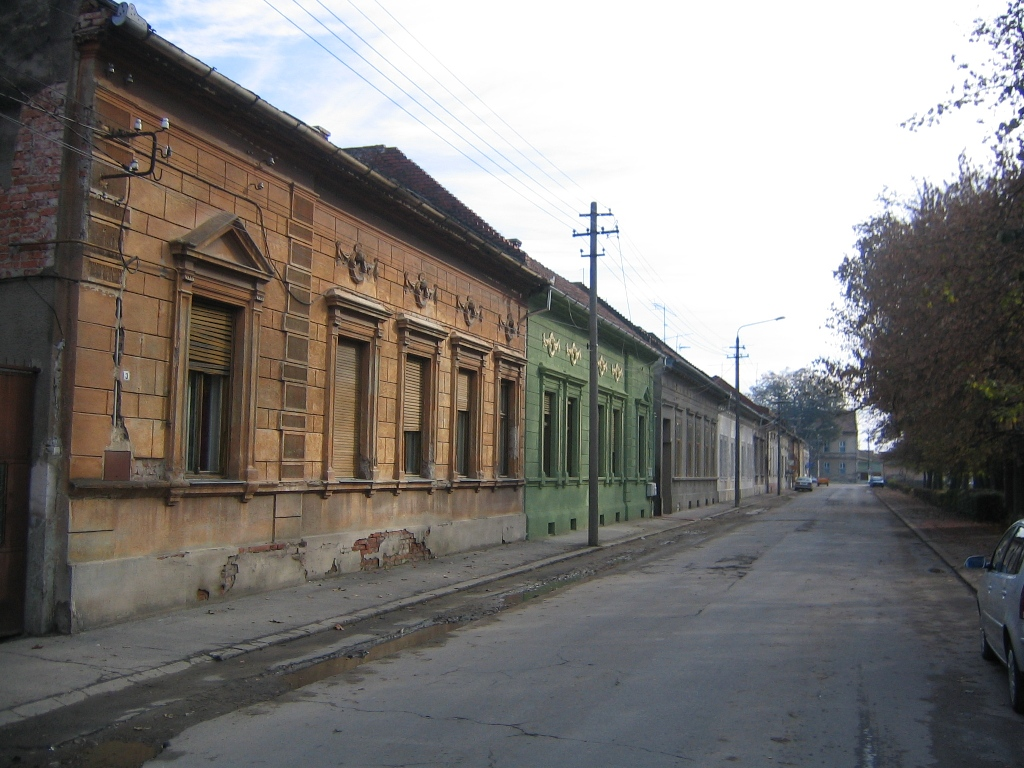
Lugosi utcakép
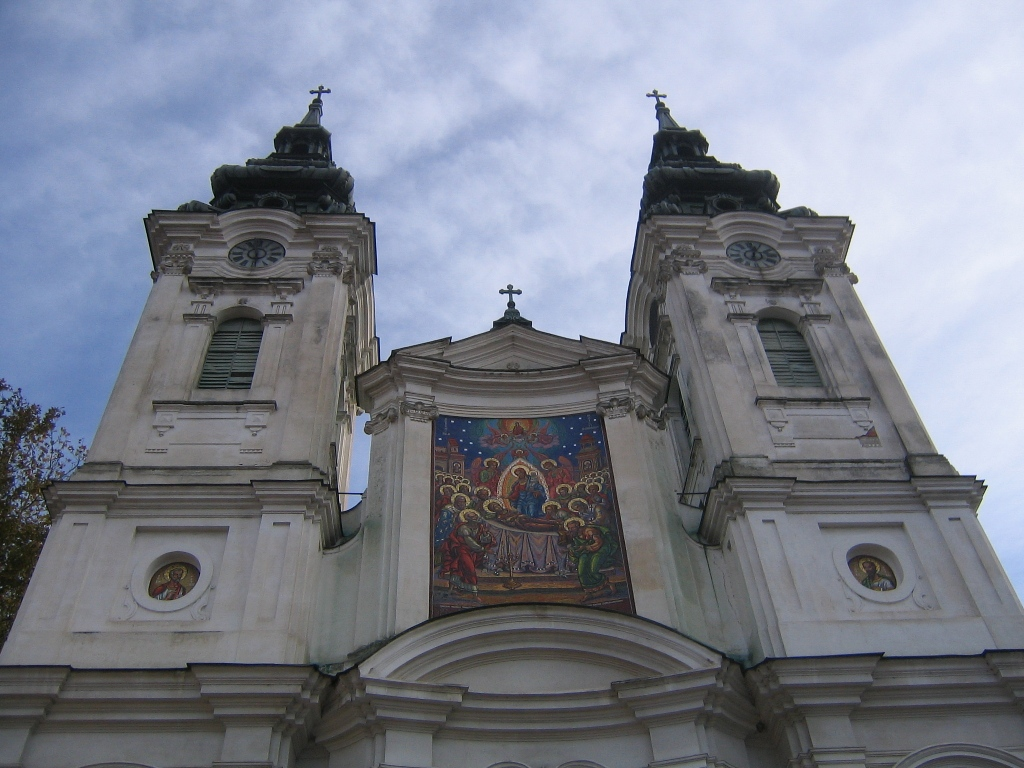
Az ortodox templom homlokzata
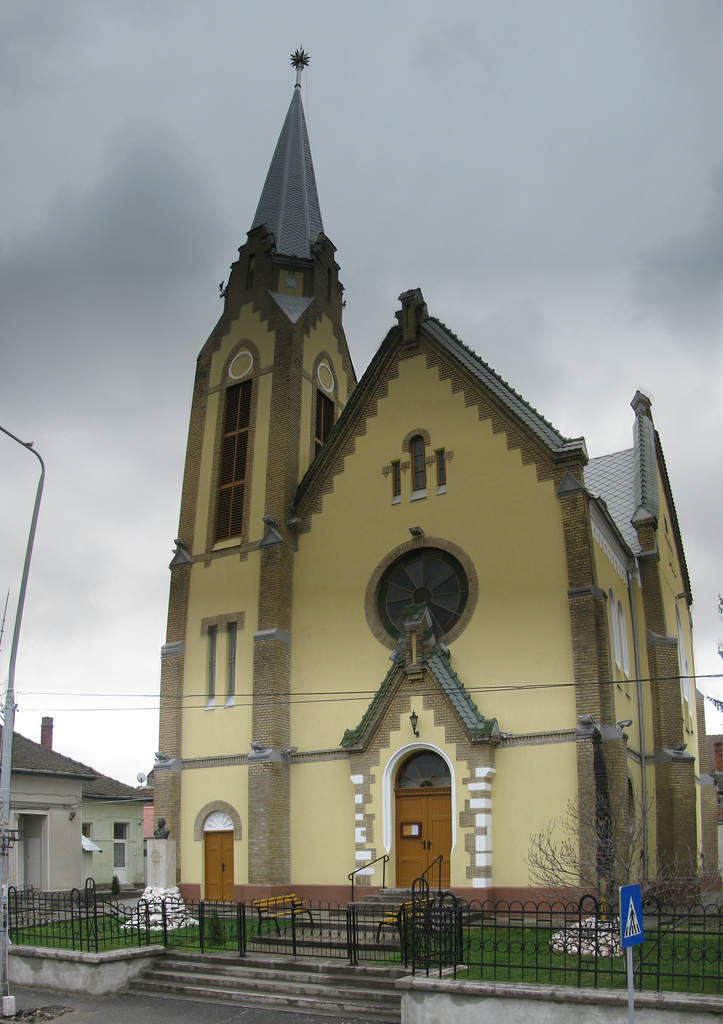
Református templom
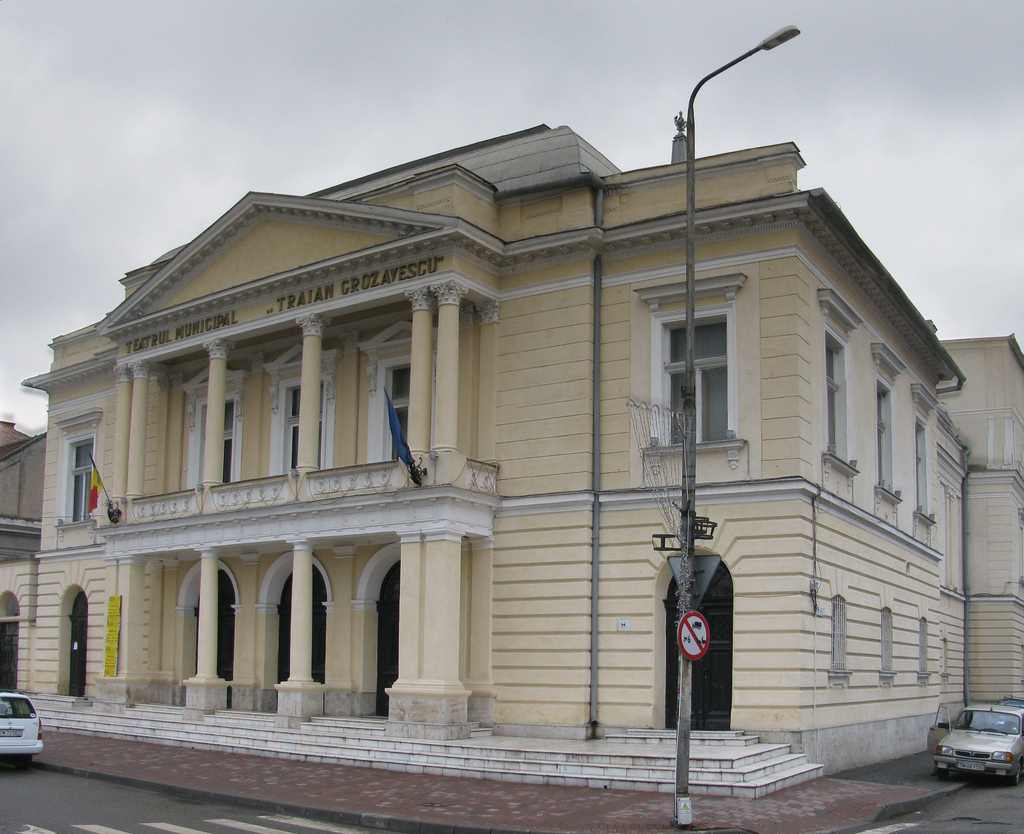
Színház
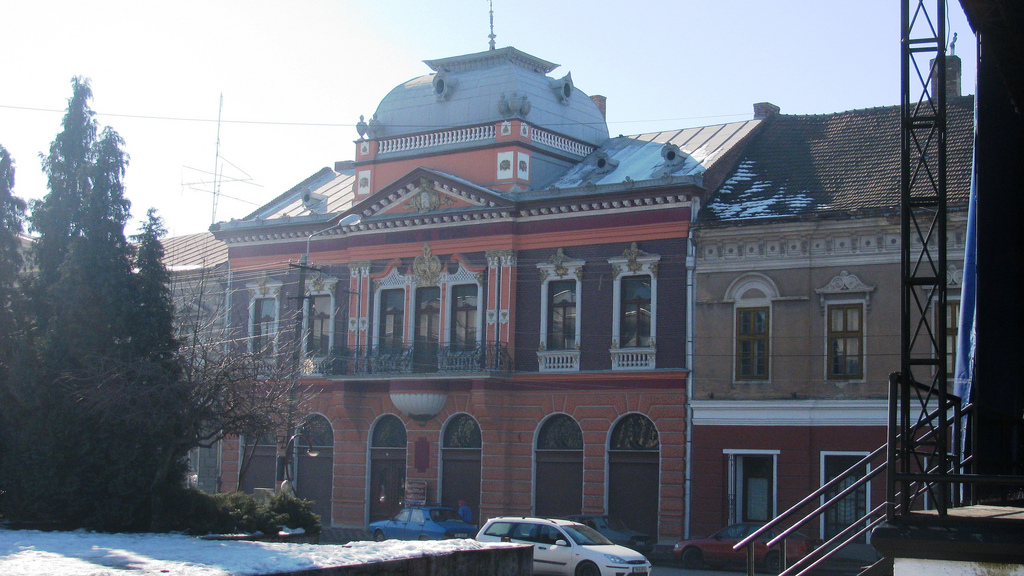
Múzeum
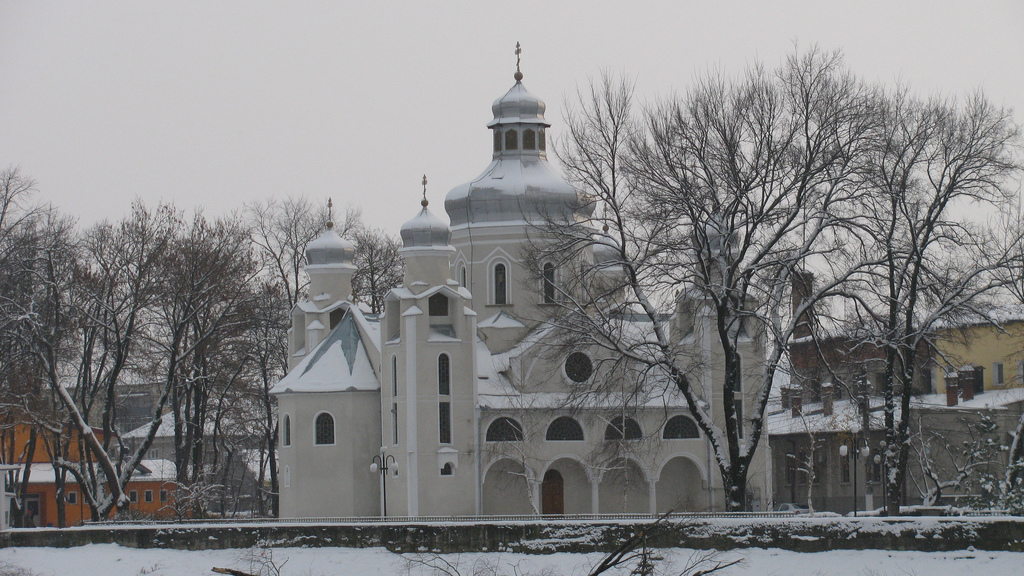
Az ukrán ortodox templom
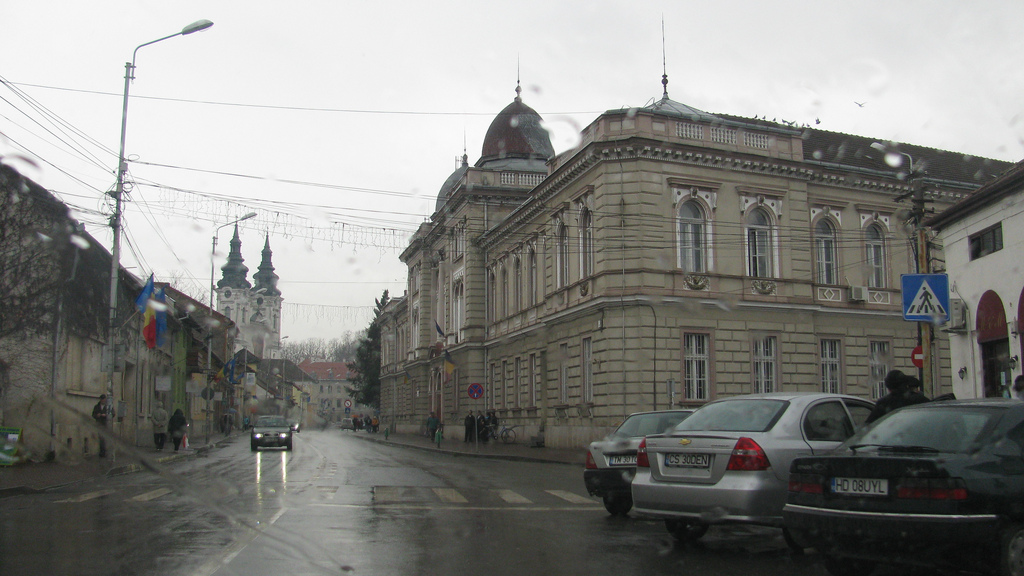
A bíróság